# Мартыновка (Волынская область)
Мартыновка (укр. Мартинівка) — село в Городищенской сельской общине Луцкого района Волынской области Украины.
Код КОАТУУ — 0722881705. Население по переписи 2024 года составляет 80 человек. Почтовый индекс — 45644. Телефонный код — 332. Занимает площадь 0,19 км².

## Географическая характеристика
Средняя высота села над уровнем моря: 229 м